# Ammi huntii
Ammi huntii là một loài thực vật có hoa trong họ Hoa tán. Loài này được H.C.Watson mô tả khoa học đầu tiên năm 1847.